# Beqir Ndou
Beqir Ndou (ur. 19 stycznia 1919 w Shëngjergj, zm. 17 grudnia 1995 w Gri) – albański żołnierz w stopniu pułkownika (kolonel) oraz polityk komunistyczny, w latach 1948–1949 dyrektor Sigurimi.

## Życiorys
Ukończył gimnazjum w Szkodrze. Uczestniczył w konferencji w Bujanie, która odbyła się na przełomie 1943 i 1944 roku.
Służył w Albańskiej Armii Ludowej, gdzie dosłużył się stopnia pułkownika (kolonel). Po II wojnie światowej działał także w Albańskiej Partii Pracy, piastował także stanowisko wiceministra spraw wewnętrznych, a w latach 1948–1949 był także dyrektorem Sigurimi. Z powodu sprzeciwu wobec totalitarnej władzy został w 1950 roku aresztowany i skazany na 4 lata pozbawienia wolności. Po wyjściu na wolność mieszkał we Wlorze i następnie w Durrës, gdzie był poddawany inwigilacji. W 1980 roku został ponownie aresztowany oraz skazany na 10 lat więzienia, jednak zwolniono go po dwóch latach odbywania wyroku.